# Nykøbing Falster Bryghus
Nykøbing Falster Bryghus var et regionalt bryggeri beliggende på Stubbekøbingvej i Nykøbing Falster, der eksisterede fra 1866-1993.
Det var særligt kendt for sin guldøl Blå Nykøbing.

## Historie
Det blev grundlagt i 1866 af Bendix Chr. Nobel og Hermand Baagøe under navnet Nobel og Baagøe’s Ølbryggeri. På dette tidspunkt lå der fire bryggerier i byen, mens Nakskov havde 11.
Det skiftede navn til Nykøbing Falster Bryghus i 1899 og i 1904 blev virksomheden købt af den daværende brygmester Holger Synnestvedt som døde 1939. Herefter blev blev overtaget af hans datter, Ida Synnestvedt. I 1965 overtog Idas søn, Knut Synnestvedt bryghuset som i 1966 ændrede navet til Lolland-Falsters Bryghus. Der blev også igangsat en ambitiøs investeringsplan, hvor man moderniserede bryggeriet for 1 mio. kr. om året.
I 1983 blev Bryghuset solgt til Faxe Bryggeri, som overdrog det til Odin Bryggeriet i Viborg.
I 1989 blev bryghuset solgt til Usserød Bryggeri.
I 1993 stoppede ølbrygningen på Nykøbing Bryggeri efter 127 år, hvor også Usserød Bryggeri lukkede. Ved lukningen fortsatte Maribo Bryghus med at producere guldøllen Blå Nykøbing.
Bryggeriet på Stubbekøbingvej er siden revet ned, og der er opført boliger på området.